# کتدرال سیتی (کالیفرنیا)
کتدرال سیتی (به انگلیسی: Cathedral City) شهری در شهرستان ریورساید، کالیفرنیا ایالت کالیفرنیا است که در سرشماری سال ۲۰۱۰ میلادی، ۵۱۲۰۰ نفر جمعیت داشته است.